# Білецький парк
Біле́цький парк — парк-пам'ятка садово-паркового мистецтва місцевого значення в Україні. Розташований у межах Шепетівського району Хмельницької області, в селі Білецьке. 
Площа 12,2 га. Охоронний статус парк набув згідно з рішенням 17 сесії Хмельницької обласної Ради народних депутатів 21 скликання від 17.12.1993 року № 3. Перебуває у віданні Білецької сільської ради.

## Історія

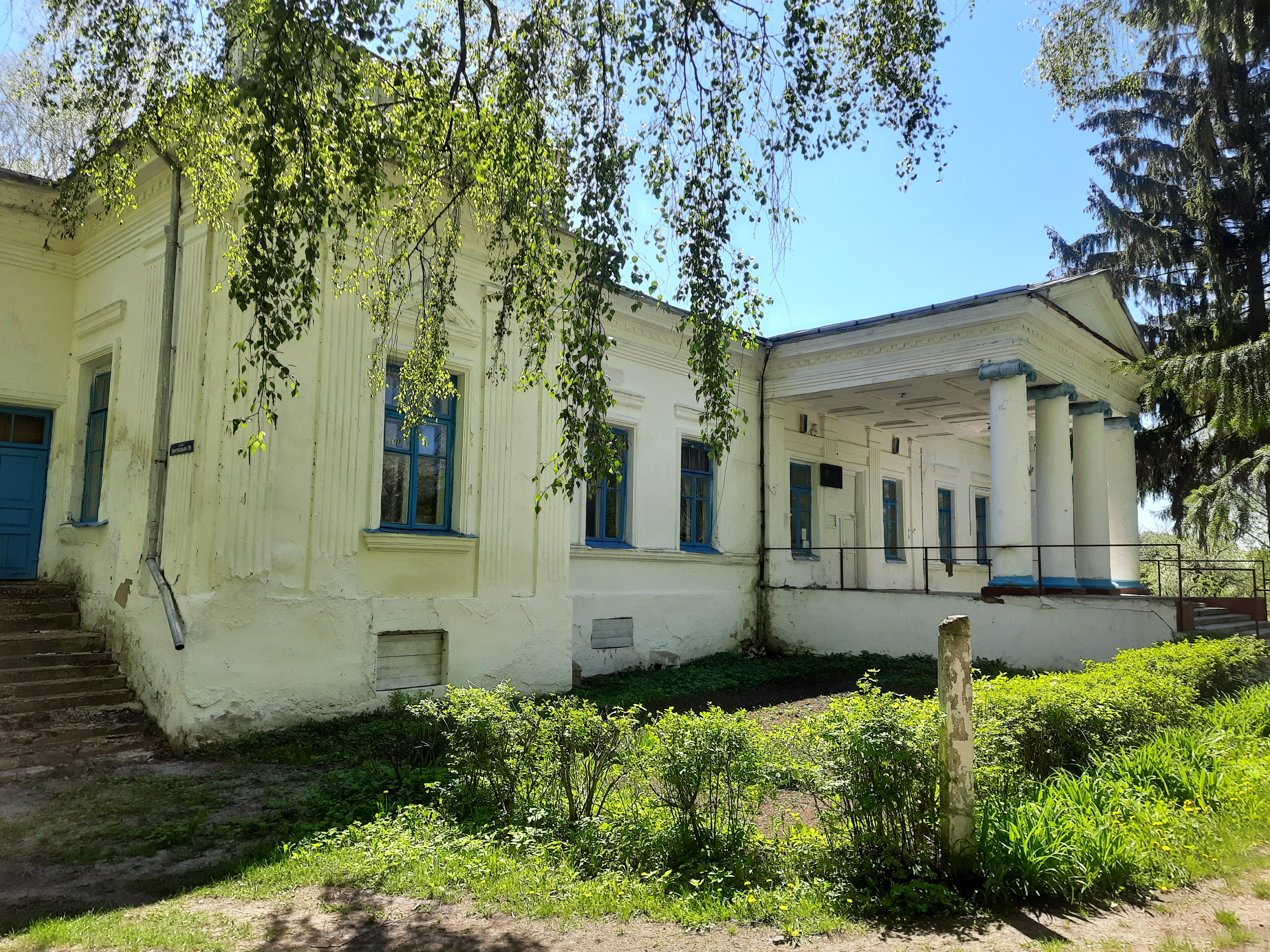
Палац у парку

Село Білецьке та землі, що його оточували, належали поміщику Журахійському. З середини XIX століття вони перейшли у власність поміщиці Чічільової. Точна дата розбудови парку невідома, в історичних джерелах міститься інформація, що він був створений наприкінці XIX — на початку XX століття. Зберігся палац, який був побудований на його підвищеній ділянці. Палац одноповерховий, побудований у формі продовженого прямокутника. Історики вважають ймовірним, що його зведено на початку XIX століття Бригідою Журавською чи її сином Генріком Бенедиктом. До 1940-х років у цій будівлі розташовувалась зоотехнічна школа, школа колгоспної молоді та районна колгоспна школа. Територія парку також є місцем розташування будівель, створених у 1950—1960 роках. Серед них: дитячий садок, клуб, магазин, фельдшерсько-акушерський пункт. Нині у приміщенні палацу функціонує Білецька загальноосвітня школа I–II ступенів.

## Опис
На території парку є два ставка, площа яких 1,1 та 1,4 га. Зі сторони одного ставка відкривається вид на палац. Схил парку містить насадження ясена звичайного, липи серцелистої, бруслини бородавчатої, граба звичайного з підліском бузини чорної. Є поодинокі представники та групи берези повислої, ламки, ялини європейської, верби білої. На південному боці парку росте сосна європейська з діаметром стовбура 53,5 см. Максимальний діаметр стовбура в ялин європейських складає 79,0 см. Діаметр стовбура граба звичайного — 108,3 см, бересту — 91,1 см, гіркокаштан звичайний має діаметр стовбуру 113,7 см. На території цієї частини парку розташована грабова алея. Вона складається з чотирьох штук, діаметр стовбурів від 49,1 до 82,8 см. Поодиноко зростає сосна звичайна. Зі східного боку парку, поблизу спортивного майданчика школи, є липова алея. Там розташовується поле, де проходять заняття з баскетболу, міні-футболу та атлетичних занять. Біля майданчика розташовані 5 одиниць дуба звичайного з максимальним діаметром стовбура до 76,4 см, ялина європейська, береза повисла, 6 штук ясена звичайного з максимальним діаметром стовбура 76,4 см, клени. Із західного та південного боку палацу розташовані залишки грабового живоплоту.